# Smittina multanguloporata
Smittina multanguloporata är en mossdjursart som beskrevs av Gontar 2008. Smittina multanguloporata ingår i släktet Smittina och familjen Smittinidae. Inga underarter finns listade i Catalogue of Life.